# Copa de la Liga de balonmano
La Copa de la Liga de balonmano es un torneo francés alternativo a la Copa de Francia de balonmano organizado por la LNH. Su primera edición fue en 2002.
El Montpellier HB ha sido el gran dominador de la competición en sus primeros años.

## Ediciones
| Edición | Campeón             | Finalista                | Resultado | Sede                                          |
| ------- | ------------------- | ------------------------ | --------- | --------------------------------------------- |
| 2001-02 | Chambéry Savoie HB  | US Dunkerque             | 25 – 19   | Cosec Eugène Griesmar, Sélestat               |
| 2002-03 | US Créteil HB       | Montpellier HB           | 27 – 23   | Palais des Sports, Besançon                   |
| 2003-04 | Montpellier HB      | US Créteil HB            | 26 – 23   | Stade des Flandres, Dunkerque                 |
| 2004-05 | Montpellier HB (2)  | Paris HB                 | 27 – 21   | Le Parnasse, Nîmes                            |
| 2005-06 | Montpellier HB (3)  | Paris HB                 | 31 – 30   | Gymnase Pierre Charpy, Paris                  |
| 2006-07 | Montpellier HB (4)  | US Ivry Handball         | 34 – 33   | Palais omnisports Les Arènes, Metz            |
| 2007-08 | Montpellier HB (5)  | US Créteil HB            | 26 – 23   | Halle olympique, Albertville                  |
| 2008-09 | Istres OPH          | Montpellier HB           | 22 – 20   | AmericanAirlines Arena, Miami, Estados Unidos |
| 2009-10 | Montpellier HB (6)  | Saint-Raphaël VHB        | 37 – 25   | Palais des sports de Beaulieu, Nantes         |
| 2010-11 | Montpellier HB (7)  | Chambéry SH              | 32 – 29   | Palais des Sports, Pau                        |
| 2011-12 | Montpellier HB (8)  | Saint-Raphaël VHB        | 28 – 27   | Palais des sports de Beaulieu, Nantes         |
| 2012-13 | US Dunkerque        | HBC Nantes               | 28 – 24   | Palais des sports André-Brouat, Toulouse      |
| 2013-14 | Montpellier HB (9)  | Saint-Raphaël VHB        | 34 – 21   | Le Phare, Chambéry                            |
| 2014-15 | HBC Nantes          | Fenix Toulouse           | 23 – 20   | Kindarena, Rouen                              |
| 2015-16 | Montpellier HB (10) | PSG                      | 31 – 26   | Arena Montpellier, Montpellier                |
| 2016-17 | PSG (1)             | HBC Nantes               | 31 – 27   | Complexe René-Tys, Reims                      |
| 2017-18 | PSG (2)             | Fenix Toulouse HB        | 40 – 30   | Palais omnisports Les Arènes, Metz            |
| 2018-19 | PSG (3)             | Montpellier HB           | 31 – 25   | Antarès, Le Mans                              |
| 2019-20 | Sin campeón         |                          |           |                                               |
| 2021-22 | HBC Nantes (2)      | Chambéry Savoie Handball | 28-21     |                                               |

## Palmarés por equipo
| 1 | Montpellier Handball         | 10 | 2004, 2005, 2006, 2007, 2008, 2010, 2011, 2012, 2014, 2016 |
| 2 | Paris Saint-Germain Handball | 3  | 2017, 2018, 2019                                           |
| 3 | HBC Nantes                   | 2  | 2015, 2022                                                 |
| 3 | US Créteil HB                | 1  | 2003                                                       |
| 5 | Chambéry Savoie HB           | 1  | 2002                                                       |
| 5 | US Dunkerque                 | 1  | 2013                                                       |
| 7 | Istres OPH                   | 1  | 2009                                                       |